# Бжезьниця (Опольське воєводство)
Бжезьниця (пол. Brzeźnica, нім. Bresnitz) — село в Польщі, у гміні Біла Прудницького повіту Опольського воєводства.
Населення — 256 осіб (2011).

## Демографія
Демографічна структура станом на 31 березня 2011 року:
|          | Загалом | Допрацездатний вік | Працездатний вік | Постпрацездатний вік |
| -------- | ------- | ------------------ | ---------------- | -------------------- |
| Чоловіки | 125     | 29                 | 81               | 15                   |
| Жінки    | 131     | 25                 | 80               | 26                   |
| Разом    | 256     | 54                 | 161              | 41                   |